# Дайер, Наталия
Ната́лия Даниэ́лль Да́йер (англ. Natalia Danielle Dyer, род. 13 января 1995, Нашвилл) — американская актриса. Наиболее известна по роли Нэнси Уилер в телесериале «Очень странные дела».

## Ранняя жизнь
Дайер родилась 13 января 1995 года в семье Аллена и Карен Дайер в Нашвилле, Теннесси, США. У Дайер есть две сестры. Она окончила Нашвилльскую школу искусств, после чего переехала в Нью-Йорк где поступила в местный университет, обучаясь в школе индивидуального обучения Галлатина.

## Карьера
В 2009 году Дайер появилась в фильме «Ханна Монтана: Кино» в роли Клариссы Грейнджер. В 2011 году она сыграла в фильме «Молодость Уитни Браун» с Брук Шилдс и Эйданом Куинном в главных ролях. После этого Дайер сыграла одну из ролей в независимом фильме «Я верю в единорогов», премьера которого состоялась на South by Southwest в 2014 году.
В 2016 году Дайер сыграла одну из главных ролей, Нэнси Уилер, в телесериале Netflix «Очень странные дела».

## Личная жизнь
В начале октября 2016 года подтвердились слухи о романе с партнёром по сериалу «Очень странные дела» Чарли Хитоном.

## Фильмография
| Год          |     | Русское название              | Оригинальное название         | Роль             |
| ------------ | --- | ----------------------------- | ----------------------------- | ---------------- |
| 2009         | ф   | Ханна Монтана: Кино           | Hannah Montana: The Movie     | Клариса Гранджер |
| 2010         | кор | Слишком солнечно для Санты    | Too Sunny for Santa           | Джейни           |
| 2011         | ф   | Молодость Уитни Браун         | The Greening of Whitney Brown | Лили             |
| 2012         | ф   | Грустный как джаз             | Blue Like Jazz                | Грейс            |
| 2013         | ф   | Целитель                      | Don't Let Me Go               | Банши            |
| 2014         | ф   | После тьмы                    | After Darkness                | Клара Бити       |
| 2014         | ф   | Я верю в единорогов           | I Believe in Unicorns         | Давина           |
| 2014         | кор | Ночной город                  | The City at Night             | Аделин           |
| 2015         | кор | До темноты                    | Till Dark                     | Люси             |
| 2016         | ф   | Длинная ночь, короткое утро   | Long Nights Short Mornings    | Мэри             |
| 2016 — н. в. | с   | Очень странные дела           | Stranger Things               | Нэнси Уилер      |
| 2017         | кор | Да, боже, да                  | Yes, God, Yes                 | Элис             |
| 2018         | кор | После нее                     | After Her                     | Хейли            |
| 2018         | ф   | Отдых в горах                 | Mountain Rest                 | Клара            |
| 2019         | ф   | Бархатная бензопила           | Velvet Buzzsaw                | Коко             |
| 2019         | ф   | Да, боже, да                  | Yes, God, Yes                 | Элис             |
| 2019         | ф   | Таскалуса. Райский город      | Tuscaloosa                    | Вирджиния        |
| 2019         | ф   | Самый близкий человек         | The Nearest Human Being       | Моника           |
| 2020         | вс  | Действуя ради дела            | Acting for a Cause            | Джейн Эйр        |
| 2021         | ф   | Увиденное и услышанное        | Things Heard & Seen           | Уиллис           |
| 2021         | док | Реалити Уиннер                | Reality Winner                | Реалити Уиннер   |
| 2023         | с   | Основано на реальных событиях | Based on a True Story         | Хлоя Лейк        |
| 2023         | ф   | Каштан                        | Chestnut                      | Энни             |
| 2023         | ф   | Игра в прятки                 | All Fun and Games             | Билли Флетчер    |

### Музыкальные клипы
| Год  | Название  | Исполнитель | Примечания |
| ---- | --------- | ----------- | ---------- |
| 2018 | Wild Love | Джеймс Бэй  | [ 16 ]     |

## Награды и номинации
| Год  | Награда                        | Категория                                             | Номинация за        | Результат | Примечания |
| ---- | ------------------------------ | ----------------------------------------------------- | ------------------- | --------- | ---------- |
| 2017 | Премия «Молодой актёр»         | Лучшая молодая актриса в кабельном сериале или фильме | Очень странные дела | Номинация | [ 17 ]     |
| 2017 | Премия Гильдии киноактёров США | Лучший актёрский состав в драматическом сериале       | Очень странные дела | Победа    | [ 18 ]     |
| 2018 | Премия Гильдии киноактёров США | Лучший актёрский состав в драматическом сериале       | Очень странные дела | Номинация | [ 19 ]     |
| 2020 | Премия Гильдии киноактёров США | Лучший актёрский состав в драматическом сериале       | Очень странные дела | Номинация | [ 20 ]     |